# Władysław Stokowski

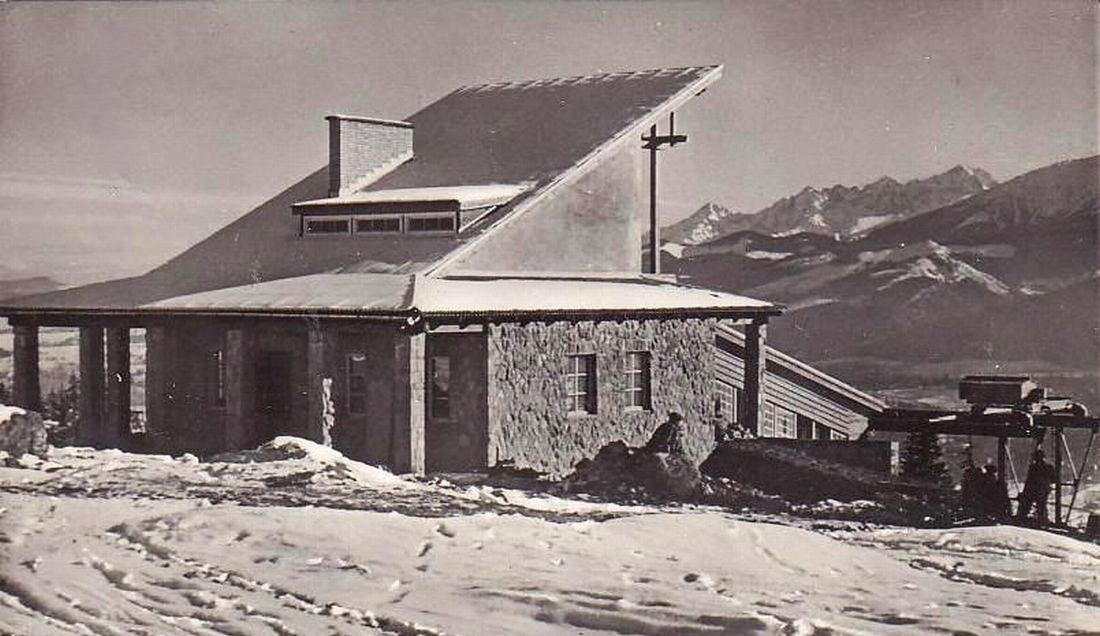
Stacja górna kolejki na Gubałówkę, 1938

Władysław Romuald Stokowski (ur. 24 lutego 1908 w Astapowie w Rosji, zm. 20 września 1939 w Sahryniu) – polski inżynier architekt, projektant stacji kolejki na Gubałówkę.

## Życiorys
Jego rodzicami byli Leon i Nadzieja. Wychowywał się pod Kijowem. Do niepodległej Polski przybył w 1920 z wojskami Józefa Piłsudskiego, powracającymi z wyprawy kijowskiej. Miał dwanaście lat i przyjechał sam, bez rodziny. Został skierowany do Zakładu dla Sierot Wojennych w Turkowicach, który stał się jego drugim domem. Sierociniec prowadziły siostry służebniczki. Ukończył gimnazjum w niedalekim Hrubieszowie.
Wykształcenie wyższe zdobył na Politechnice Warszawskiej. Studiował od 1928 na Wydziale Architektury. W roku akademickim 1931/1932 wziął urlop dziekański ze względu na powołanie do odbycia służby wojskowej. Odbywał szkolenia wojskowe w 44. pułku piechoty Strzelców Kresowych. Na stopień podporucznika rezerwy został mianowany ze starszeństwem z 1 stycznia 1934 i 1531.lokatą w korpusie oficerów piechoty. W 1935 uzyskał dyplom inżyniera architekta. Następnie podjął pracę w wyuczonym zawodzie. Mieszkał w Warszawie przy ul. Walecznych 17. Przystąpił też do Stowarzyszenia Architektów Rzeczypospolitej Polskiej (SARP). Był członkiem Oddziału Warszawskiego. Zyskał rozgłos dzięki swojemu projektowi obu stacji – dolnej i górnej – kolejki na Gubałówkę, uruchomionej w Zakopanem w grudniu 1938.
W 1939 jako oficer rezerwy Wojska Polskiego został zmobilizowany i wcielony do 42. Samodzielnej Kompanii Czołgów Rozpoznawczych. Po agresji Niemiec na Polskę 1 września 1939 brał udział w działaniach kampanii obronnej. Zginął w tym samym miesiącu zabity przez Sowietów prawdopodobnie w Sahryniu. Został pochowany na tamtejszym cmentarzu. Na jego grobie widnieje napis: „Por. rez. bron. panc. inż. Władysław Stokowski (15 II 1902 – 20 IX 1939), 42 komp. czołgów rozpoznawczych TK, rozstrzelany przez nieprzyjaciela koło wsi Wronowice”.
Według Tadeusza Kryska-Karskiego, Straty korpusu oficerskiego 1939-1945, Londyn 1996 oraz autorów Księgi pochowanych żołnierzy polskich poległych w II wojnie światowej. Żołnierze września oficerem, który zginął 20 września 1939 w Sahryniu był ppor. br. panc. Władysław Stokowski, ur. 15 lutego 1902.

## Dokonania
- Dom Wycieczkowy („Dom Turysty”) w Augustowie (1937–1938) – współautorzy: Maciej Nowicki i Stanisława Sandecka[8] (obiekt wpisany do rejestru zabytków, nr 338, 11 marca 1983)
- Stacje dolna i górna kolejki na Gubałówkę w Zakopanem (1938)
- Przebudowa czeskiej strażnicy celnej na gospodę „Pod Towarzyszem Pancernym” w Zakopanem (przed 1939)

### Konkursy
- Projekt mostu im. Marszałka Piłsudskiego w Warszawie na przedłużeniu ul. Karowej (1937) – współautorzy: Czesław Duchnowski, Stanisław Hempel i Roman Kalinowski (II nagroda oraz premia pieniężna)
- Projekt gmachu Państwowego Instytutu Meteorologicznego (Aerologicznego) na warszawskich Bielanach (1938) – współautorzy: Aleksander Kodelski i Anna Kodelska (I nagroda)
- Projekt rozplanowania komunikacyjnego portu lotniczego na Gocławiu w Warszawie (1938) – współautorzy: Czesław Duchnowski, Aleksander Kodelski i Anna Kodelska, współpraca: Wacław Hryniewicz (zakupiony)